# Liste der Biografien/Martini
Liste der Biografien |
Portal Biografien |
Personensuche
# |
A |
B |
C |
D |
E |
F |
G |
H |
I |
J |
K |
L |
M |
N |
O |
P |
Q |
R |
S |
T |
U |
V |
W |
X |
Y |
Z |
?
 
Ma |
Mb |
Mc |
Md |
Me |
Mf |
Mg |
Mh |
Mi |
Mj |
Mk |
Ml |
Mm |
Mn |
Mo |
Mp |
Mq |
Mr |
Ms |
Mt |
Mu |
Mv |
Mw |
Mx |
My |
Mz
 
Maa |
Mab |
Mac |
Mad |
Mae |
Maf |
Mag |
Mah |
Mai |
Maj |
Mak |
Mal |
Mam |
Man |
Mao |
Map |
Maq |
Mar |
Mas |
Mat |
Mau |
Mav |
Maw |
Max |
May |
Maz
 
Mara |
Marb |
Marc |
Mard |
Mare |
Marf |
Marg |
Marh |
Mari |
Marj |
Mark |
Marl |
Marm |
Marn |
Maro |
Marp |
Marq |
Marr |
Mars |
Mart |
Maru |
Marv |
Marw |
Marx |
Mary |
Marz
 
Marta |
Marte |
Marth |
Marti |
Martj |
Martl |
Martm |
Martn |
Marto |
Martr |
Marts |
Martt |
Martu |
Martw |
Marty |
Martz
 
Martia |
Martic |
Martie |
Martig |
Martik |
Martil |
Martim |
Martin |
Martir |
Martis |
Martit |
Martiu |
Martiv
 
Martin, A |
Martin, B |
Martin, C |
Martin, D |
Martin, E |
Martin, F |
Martin, G |
Martin, H |
Martin, I |
Martin, J |
Martin, K |
Martin, L |
Martin, M |
Martin, N |
Martin, O |
Martin, P |
Martin, Q |
Martin, R |
Martin, S |
Martin, T |
Martin, U |
Martin, V |
Martin, W |
Martin, Z |
Martina |
Martinb |
Martinc |
Martind |
Martine |
Marting |
Martinh |
Martini |
Martinj |
Martink |
Martino |
Martinp |
Martins |
Martinu |
Martiny |
Martinz
Die Liste der Biografien führt alle Personen auf, die in der deutschsprachigen Wikipedia einen Artikel haben. Dieses ist eine Teilliste mit 144 Einträgen von Personen, deren Namen mit den Buchstaben „Martini“ beginnt.

## Martini
- Martini von Nosedo, Joseph (1806–1868), österreichischer Offizier
- Martini zum Berge, Dörte (* 1944), deutsche Politikerin (CDU), MdV, MdB
- Martini, Abdul-Kader (* 1942), syrisch-deutscher Orthopäde und Handchirurg
- Martini, Alexandra (* 1972), deutsche Designerin und Hochschullehrerin
- Martini, Alexandra (* 1990), deutsche Schauspielerin und Journalistin
- Martini, Alfredo (1921–2014), italienischer Radrennfahrer und Radsporttrainer
- Martini, Alphons (1829–1880), deutscher Mediziner
- Martini, Andreas († 1561), deutscher evangelischer Theologe und Hochschullehrer
- Martini, Angela (* 1986), albanisch-schweizerisches Model, Filmproduzentin und Modedesignerin
- Martini, Anja, deutsche Journalistin und Moderatorin
- Martini, Anneli (* 1948), schwedische Schauspielerin
- Martini, Anton Stephan von (1792–1861), Vizeadmiral, Feldzeugmeister und Diplomat des Kaisertums Österreich
- Martini, Arturo (1889–1947), italienischer Bildhauer
- Martini, Arwed (1824–1892), deutscher Politiker, MdL
- Martini, Astrid (* 1965), deutsche Autorin im Bereich Erotik
- Martini, Baldomero Carlos (* 1939), argentinischer Geistlicher, Bischof von San Justo
- Martini, Benedikt (1608–1685), deutscher evangelischer Theologe
- Martini, Bruno (1962–2020), französischer Fußballspieler
- Martini, Bruno (* 1970), französischer Handballtorwart und -funktionär
- Martini, Carlo (1913–1986), italienischer Geistlicher, Erzbischof und Diplomat des Heiligen Stuhls
- Martini, Carlo Maria (1927–2012), italienischer Ordensgeistlicher und Bibelwissenschaftler, Erzbischof von Mailand, KardinalCarlo Maria Martini (1927–2012)

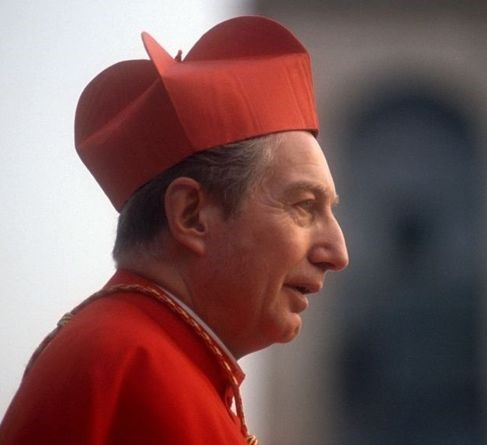
Carlo Maria Martini (1927–2012)

- Martini, Carol, deutscher Squashspieler
- Martini, Cathleen (* 1982), deutsche Bobsportlerin
- Martini, Christian (* 1699), deutscher Philosoph und Physiker
- Martini, Christoph David Anton (1761–1815), deutscher evangelischer Theologe und Hochschullehrer
- Martini, Claudia (* 1956), österreichische Theater- und Filmschauspielerin
- Martini, Clemens (1799–1862), deutscher Textilindustrieller in Augsburg
- Martini, Corinna (* 1985), deutsche Rodlerin
- Martini, Cornelius (1568–1621), Theologe und Vertreter der Reformation
- Martini, Eberhard (1935–2009), deutscher Jurist und Bankmanager
- Martini, Eberhard Karl (1790–1835), deutscher Mediziner
- Martini, Edgar (1871–1932), deutscher Klassischer Philologe
- Martini, Eduard (* 1975), albanischer Fußballspieler und Trainer
- Martini, Eduard Christian (1820–1896), deutscher evangelischer Pfarrer und Heimatforscher
- Martini, Emil de (1902–1969), deutscher Journalist und Schriftsteller
- Martini, Enrico (* 1988), deutscher American-Football-Spieler
- Martini, Erich (1843–1880), deutscher Chirurg
- Martini, Erich (1867–1953), deutscher Sanitätsoffizier
- Martini, Erich (1880–1960), deutscher Mediziner, Zoologe und der Begründer der medizinischen Entomologie in Deutschland
- Martini, Erlend (* 1932), deutscher Paläontologe
- Martini, Ferdinand (1798–1868), deutscher Mediziner
- Martini, Ferdinand (1870–1930), deutscher Schauspieler
- Martini, Flavio (* 1945), italienischer Radrennfahrer
- Martini, Fred (* 1950), österreichischer Skeletonpilot
- Martini, Friedrich († 1630), deutscher Rechtswissenschaftler und Hochschullehrer
- Martini, Friedrich (1729–1778), deutscher Mediziner und Naturforscher
- Martini, Friedrich (1856–1933), Präsident verschiedener preußischer Eisenbahndirektionen
- Martini, Friedrich von (1833–1897), Schweizer Ingenieur und Konstrukteur
- Martini, Fritz (1909–1991), deutscher Philologe
- Martini, Fulvio (1923–2003), italienischer Militär, Admiral der italienischen Marine und von Mai 1984 bis Februar 1991 Chef des SISMI
- Martini, Giancarlo (1947–2013), italienischer Rennfahrer und Unternehmer
- Martini, Giovanni Battista (1706–1784), italienischer Komponist und MusiktheoretikerGiovanni Battista Martini (1706–1784)

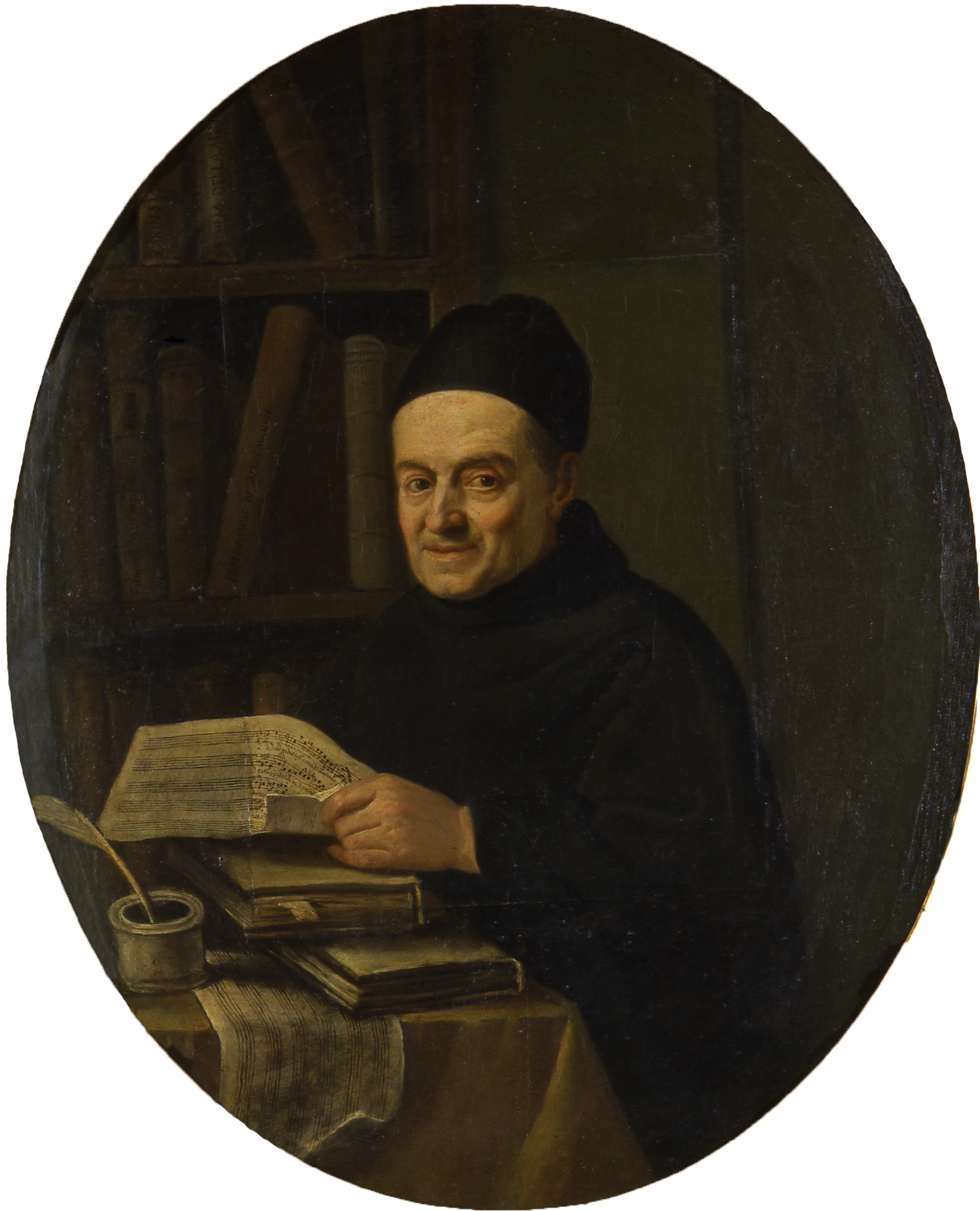
Giovanni Battista Martini (1706–1784)

- Martini, Gregor Christian (1672–1728), deutscher Rechtsanwalt und Lexikograf
- Martini, Greta (* 1985), rumänische Pornodarstellerin
- Martini, Guido (1881–1964), deutscher Bildhauer
- Martini, Gustav Adolf (1916–2007), deutscher Mediziner
- Martini, Hans (1890–1969), deutscher Verwaltungsjurist und Regierungspräsident Schwaben
- Martini, Hans (1927–2021), deutscher Politiker
- Martini, Hans-Joachim (1908–1969), deutscher Geologe
- Martini, Helene (1728–1803), Mätresse und Vertraute von Ludwig VIII. von Hessen-Darmstadt
- Martini, Horst (* 1954), deutscher Mathematiker
- Martini, Jakob (1570–1649), deutscher lutherischer Theologe und Philosoph
- Martini, Jean-Paul-Égide (1741–1816), deutsch-französischer Komponist
- Martini, Joachim Carlos (1931–2015), deutscher Musikforscher und Dirigent
- Martini, Johann (1558–1629), deutscher Theologe und Lehrer
- Martini, Johann Christian Jeremias (1787–1841), deutscher Mediziner und Teilnehmer der Koalitionskriege im ärztlichen Dienst
- Martini, Johann Christoph (1732–1804), deutscher evangelischer Geistlicher und Kirchenhistoriker
- Martini, Johann Georg (1784–1853), deutscher Maler und Kupferstecher
- Martini, Johann Jakob (* 1659), deutscher Arzt, Militärarzt in Heidelberg und Mitglied der Gelehrtenakademie „Leopoldina“
- Martini, Johann Matthias (1738–1806), deutscher Rechtswissenschaftler und Hochschullehrer
- Martini, Johann Wenzel (1684–1744), Domherr, Generalvikar und Offizial in Prag
- Martini, Johanna (* 2004), österreichische Radsportlerin
- Martini, Johannes († 1497), franko-flämischer Komponist, Sänger und Kleriker der frühen Renaissance
- Martini, Johannes (1866–1935), deutscher Maler und Grafiker
- Martini, Julien (* 1992), französischer Pokerspieler
- Martini, Karl (1796–1869), deutscher Genremaler
- Martini, Karl Anton von (1726–1800), österreichischer Jurist und Rechtsphilosoph in der Zeit der Aufklärung
- Martini, Karl von (1855–1935), bayerischer General der Infanterie
- Martini, Karl Wilhelm von (1821–1885), österreichischer Journalist und Politiker, Landtagsabgeordneter
- Martini, Klaudia (1950–2024), deutsche Juristin, Managerin und Politikerin (SPD)
- Martini, Lorenzo (* 1994), italienischer Grasskiläufer
- Martini, Louis De Sainte Thérèse (1809–1883), italienischer Geistlicher
- Martini, Louise (1931–2013), österreichische Schauspielerin und Radiomoderatorin
- Martini, Ludwig (1805–1878), deutscher Mediziner
- Martini, Ludwig Günther (1647–1719), deutscher Jurist, Schriftsteller und Hofbeamter
- Martini, Luigi (* 1949), italienischer Fußballspieler
- Martini, Luiz Teixeira (* 1903), brasilianischer Admiral
- Martini, Manuela (* 1963), deutsche Krimi-Schriftstellerin
- Martini, Mario (* 1969), deutscher Rechtswissenschaftler
- Martini, Martin, Schweizer Kupferstecher
- Martini, Martino (1614–1661), italienischer Jesuit, Missionar, Geograf, Historiker
- Martini, Matthias (1794–1868), deutscher Geistlicher, Generalvikar des Bistums Trier
- Martini, Mauro (* 1964), italienischer Rennfahrer
- Martini, Max (1867–1920), deutscher Landschafts- und Genremaler
- Martini, Max (* 1969), US-amerikanischer Film-, Theater- und Fernsehschauspieler
- Martini, Mia (1947–1995), italienische SängerinMia Martini (1947–1995)

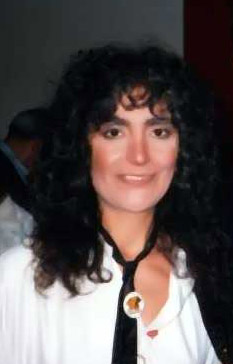
Mia Martini (1947–1995)

- Martini, Mischa (* 1956), deutscher Journalist, Autor
- Martini, Moritz (1794–1875), deutscher Anstaltssychiater
- Martini, Nikolaus (1632–1713), deutscher Rechtswissenschaftler und Gründungsprofessor der Universität Kiel
- Martini, Oskar (1884–1980), deutscher Jurist und Verwaltungsbeamter
- Martini, Otto (1902–1979), deutscher Kameramann, Filmregisseur, Drehbuchautor und Filmproduzent
- Martini, Paul (1889–1964), deutscher Mediziner und Hochschullehrer
- Martini, Paul (* 1960), kanadischer Eiskunstläufer
- Martini, Peter (* 1965), deutscher Jurist, Richter am Bundesverwaltungsgericht
- Martini, Pierluigi (* 1961), italienischer Automobilrennfahrer
- Martini, Plinio (1923–1979), Schweizer Schriftsteller
- Martini, Rossana (1926–1988), italienische Schauspielerin
- Martini, Ruben (* 1982), deutscher Jurist, Richter am Bundesfinanzhof
- Martini, Rudi (1940–2015), deutscher Musiker
- Martini, Sergio (* 1949), italienischer Extrembergsteiger
- Martini, Simone (1284–1344), italienischer MalerSimone Martini (1284–1344)

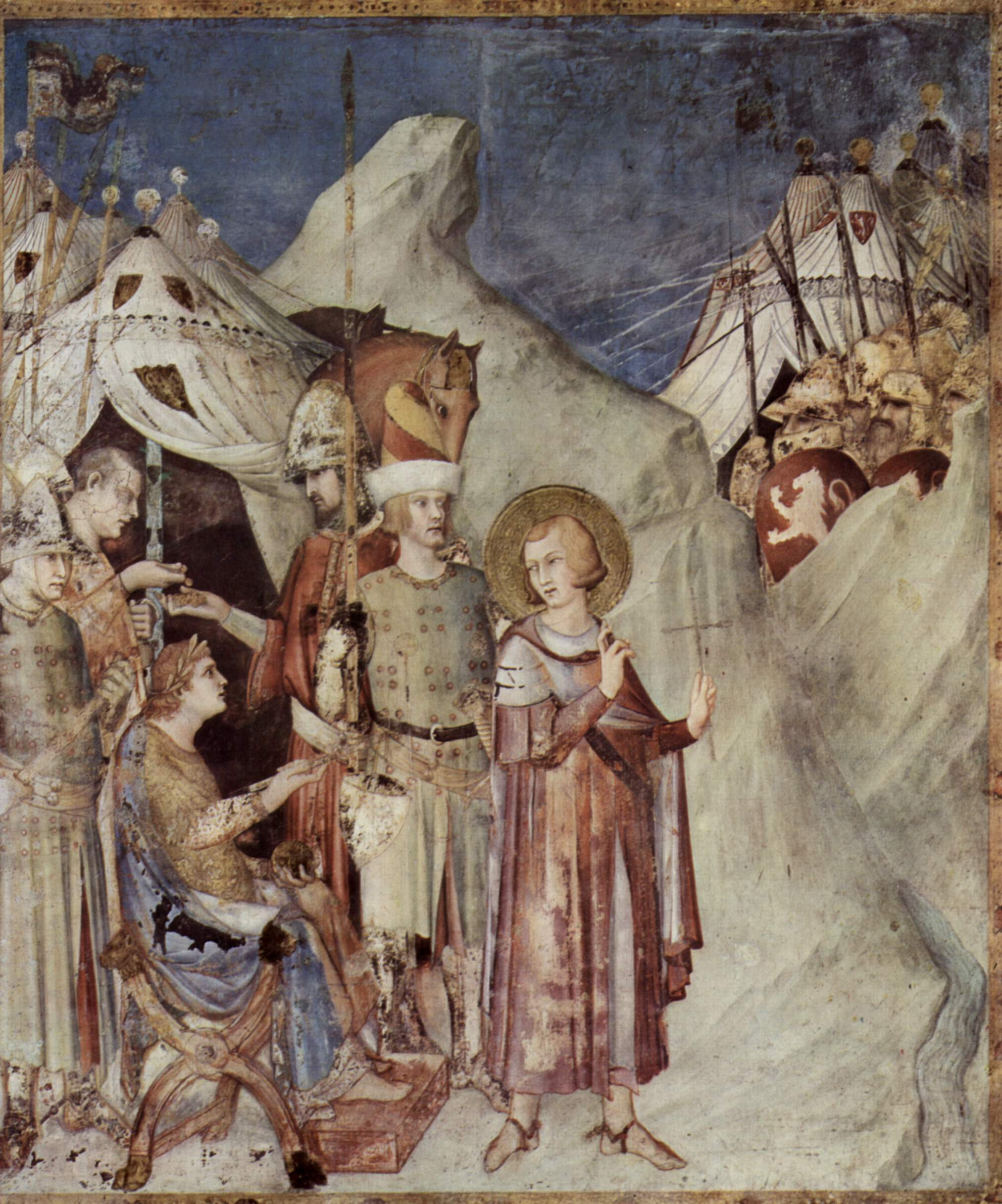
Simone Martini (1284–1344)

- Martini, Stefanie (* 1990), britische Schauspielerin
- Martini, Stina (* 1993), österreichische Eiskunstläuferin
- Martini, Theresa (* 1989), österreichische Schauspielerin
- Martini, Vanessa (* 1989), deutsche Fußballspielerin
- Martini, Werner Theodor (1626–1685), deutscher Rechtsgelehrter
- Martini, Wilhelm (1880–1965), deutscher Bildhauer
- Martini, Willi (1925–2001), deutscher Kraftfahrzeugmeister, Konstrukteur, Rennfahrer und Kaufmann
- Martini, William J. (* 1947), US-amerikanischer Jurist und Politiker
- Martini, Winfried (1905–1991), deutscher Jurist und Journalist
- Martini, Wolf (1911–1959), deutscher Schauspieler, Hörspiel- und Synchronsprecher
- Martini, Wolfgang (1891–1963), deutscher Offizier, zuletzt General der Nachrichtentruppe
- Martini, Wolfram (1941–2017), deutscher Klassischer Archäologe
- Martini-Striegl, Hilde (1884–1974), rumäniendeutsche Schriftstellerin aus dem Banat

### Martinia
- Martinianus († 325), Mitregent des römischen Kaisers Licinius (324)

### Martinic
- Martinić, Ante Čedo (1960–2011), jugoslawisch-kroatischer Theater-, Fernseh- und Filmschauspieler
- Martinic, Jaroslav Borsita von (1582–1649), kaiserlicher StatthalterJaroslav Borsita von Martinic (1582–1649)

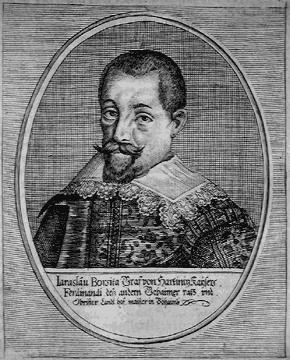
Jaroslav Borsita von Martinic (1582–1649)

- Martinich, Ivania (* 1995), chilenische Tennisspielerin

### Martinis
- Martinis, Carla (1922–2010), österreichische Opernsängerin
- Martinis, Dalibor (* 1947), jugoslawischer bzw. kroatischer Video-, Performance- und Konzeptkünstler
- Martinis, John M., US-amerikanischer Physiker
- Martinis, Nick (* 1931), US-amerikanischer Jazzmusiker (Schlagzeug)

### Martinit
- Martinitz, Adolf Bernhard von (1680–1735), k.k. Staatsmann und Ritter des goldenen Vließes
- Martinitz, Bernhard Ignaz von (1603–1685), Oberstburggraf in Prag und Statthalter
- Martinitz, Georg Adam Borsita von (1602–1651), Geheimer Rat, Kämmerer und oberster Kanzler des Königreichs Böhmen
- Martinitz, Georg Adam von (1645–1714), böhmischer Adliger, österreichischer Diplomat
- Martinitz, Georg Borzita von (1532–1598), böhmischer Oberstkanzler
- Martinitz, Johanna Eva von (1616–1619), Adlige
- Martinitz, Stefan Poduška von († 1397), böhmischer Adeliger, Landeshauptmann von Glatz und Frankenstein, königlicher Rat und Günstling des böhmischen Königs Wenzel IV.

### Martiniu
- Martinius, Gustav Emil (* 1851), deutscher Jurist und Parlamentarier
- Martinius, Matthias (1572–1630), deutscher evangelischer (zuerst lutherisch, dann reformierter) Theologe und Philologe
- Martinius, Paul (1855–1923), deutscher Landrat
- Martinius, Tokessa (* 1977), deutsche SchauspielerinTokessa Martinius (* 1977)

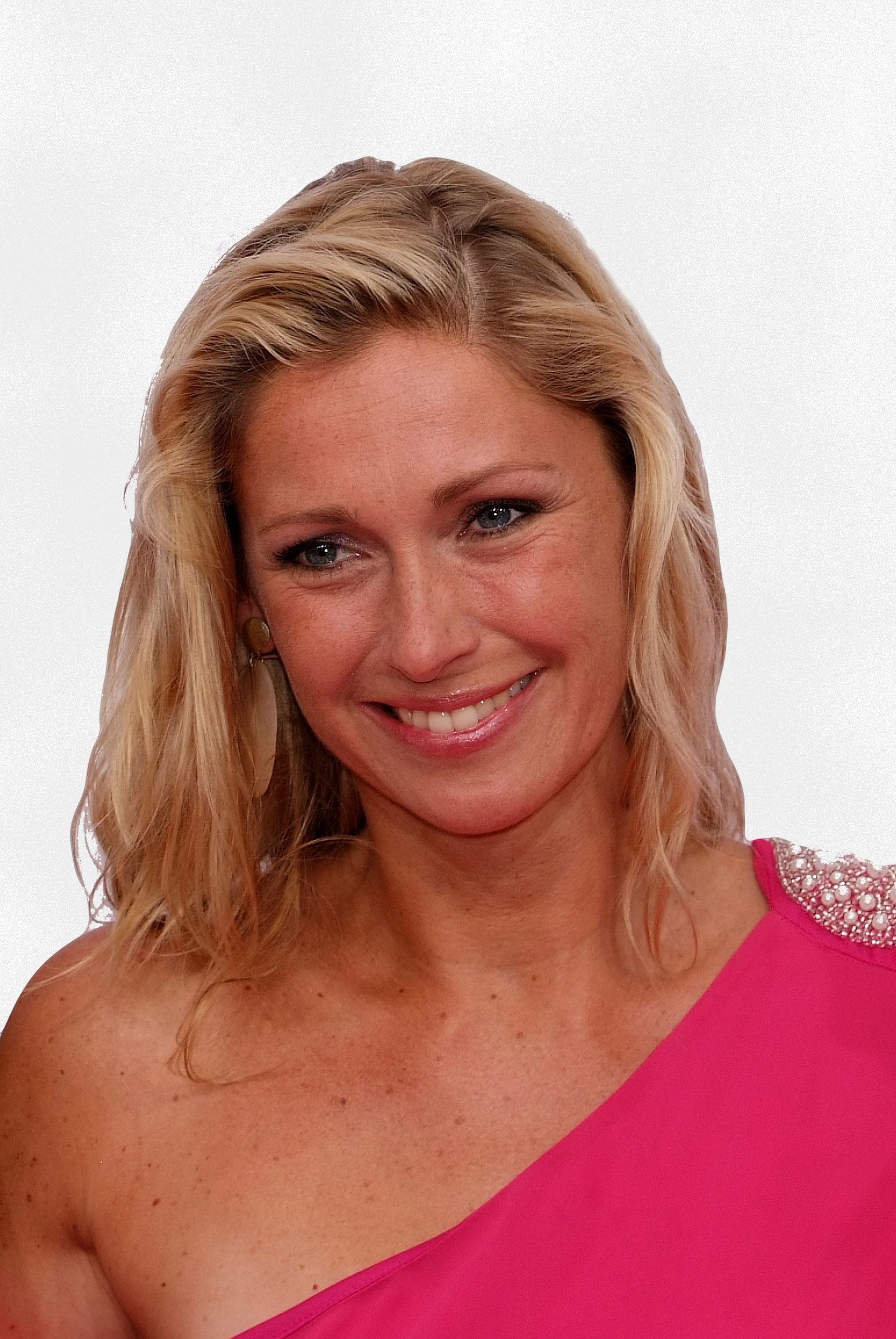
Tokessa Martinius (* 1977)

- Martiniuson, Reidar (1893–1968), norwegischer Segler